# Gregorio Chil y Naranjo
Gregorio Chil y Naranjo (Telde, Gran Canaria,13 de marzo de 1831 - Las Palmas de Gran Canaria 4 de julio de 1901) fue un médico, historiador y antropólogo español.

## Biografía
Gregorio Chil y Naranjo nació en Telde, Gran Canaria, el 13 de marzo de 1831. Hizo sus estudios elementales con su padre que era maestro pero, una vez terminados estos, tuvo que trasladarse a Las Palmas de Gran Canaria para poder comenzar la enseñanza secundaria en el Seminario Conciliar, único centro en aquel momento autorizado para ello.
Cursó estudios de medicina en París, donde solicita el ingreso en la Sorbona en 1848. En París, además de su formación en medicina, adquirió su principal cultura y su afición e interés por la antropología y las ciencias naturales que por entonces empezaban a desarrollarse. Se doctoró en Medicina en 1857, y regresó a las islas en 1859, para ejercer como médico en Las Palmas, en el barrio de Vegueta. Pero las ideas y pensamientos que, a raíz de su primer contacto con la antropología, habían surgido en él en la capital francesa, le impulsan a dedicar parte de su tiempo a la investigación científica e histórica de los primeros pobladores de las islas Canarias. Para ello emprendió la lectura de todo cuanto habían dejado escrito los antiguos historiadores y cronistas, y estudió y comenzó a hacer acopio de cuantos objetos y restos de los aborígenes tuvo a su alcance: momias, cráneos, huesos, cerámicas, tejidos y otras industrias que empezarían a formar parte de su gabinete de Historia Natural. 
Resultado de la investigación y los estudios realizados durante más de quince años fue la preparación y publicación de la obra Estudios históricos, climatológicos y patológicos de las islas Canarias. La obra fue apareciendo en cuadernos y con ciertos intervalos a comienzos del año 1876, siendo muy bien recibida en los círculos culturales de las Canarias; pero el 30 de abril de 1876 el obispo de la diócésis de Canarias, José María Urquinaona y Bidot abrió un expediente para la excomunión de la obra, debido a su acuerdo con las doctrinas de la Sociedad Antropológica de París que defendía las teorías de Lamarck y Darwin sobre el origen del hombre.

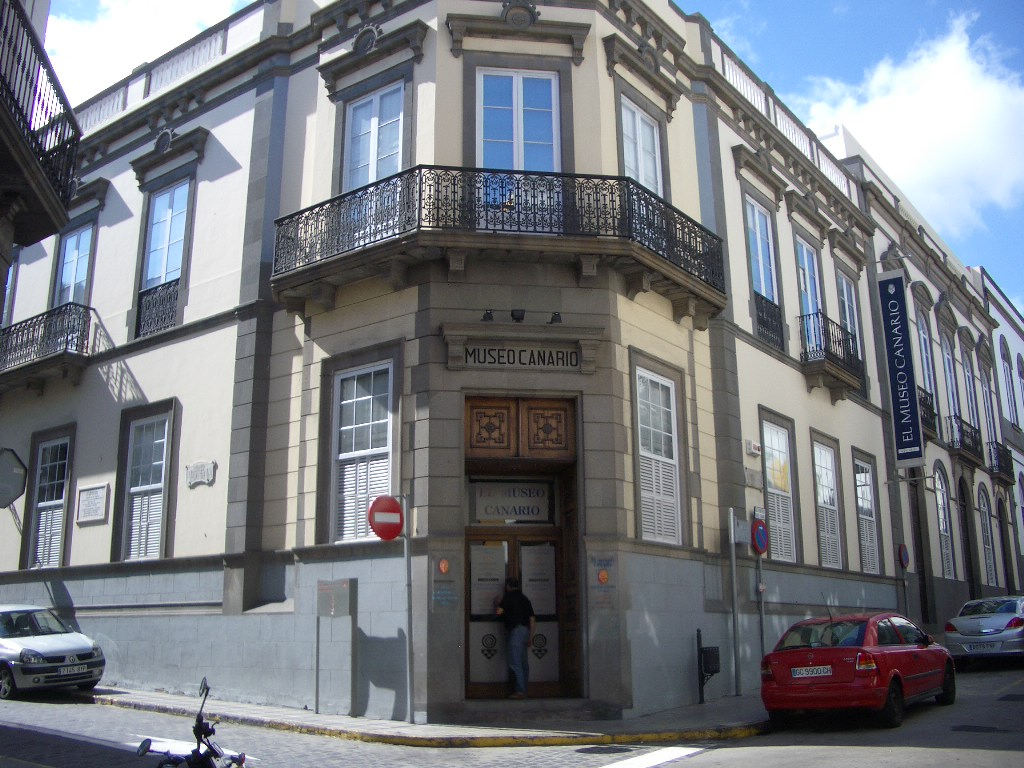
Sede de El Museo Canario, en la antigua casa del Dr. Chil

En 1879 un grupo de intelectuales liderados el Dr. Gregorio Chil y Naranjo fundaron El Museo Canario, que tuvo su sede inicialmente en el tercer piso del Ayuntamiento de Las Palmas.Esta fue la más importante contribución que hizo el Dr. Chil a la sociedad canaria. Permaneció ligado a esta institución toda su vida, y a ella consagró sus mayores esfuerzos e ilusiones ocupando el cargo de director del mismo mientras se lo permitió su salud.
Falleció, a los setenta años, el 4 de julio de 1901 a consecuencia de la enfermedad del corazón que le aquejaba. En su testamento estableció que, a la muerte de su esposa, Rosenda Suárez Tascón, la casa en la que ambos habían residido en la calle del Colegio de Las Palmas, se convirtiese en la sede de El Museo Canario.